# Motor AMC XJ
El AMC XJ es un motor de combustión interna desarrollado por el fabricante estadounidense American Motors Corporation e instalado por primera vez en 1986. Fue la continuación de una serie de motores de seis cilindros en línea, producidos por AMC desde el año 1964 y utilizados principalmente para equipar a los modelos Jeep Cherokee, por lo que también son conocidos como "Motores Cherokee".
Fueron producidos inicialmente por AMC durante su período de alianza con la francesa Renault entre 1979 y 1986 y luego por Chrysler Corporation, tras la adquisición de AMC por parte de esta última en 1987. Su producción se prolongó hasta 2006, siendo a su vez extendida a toda la línea de producción de la marca Jeep.
En Argentina, fue presentado en 1995 junto con la producción local de los Jeep Cherokee y Grand Cherokee, siendo su aparición aprovechada en el ámbito de deportes de motor por parte de los competidores usuarios de las marcas Dodge e IKA en la categoría Turismo Carretera, quienes descubrieron en este una solución a las limitaciones técnicas impuestas a los modelos Dodge GTX e IKA Torino, dando origen a los híbridos de competición Dodge y Torino Cherokee.

## Historia

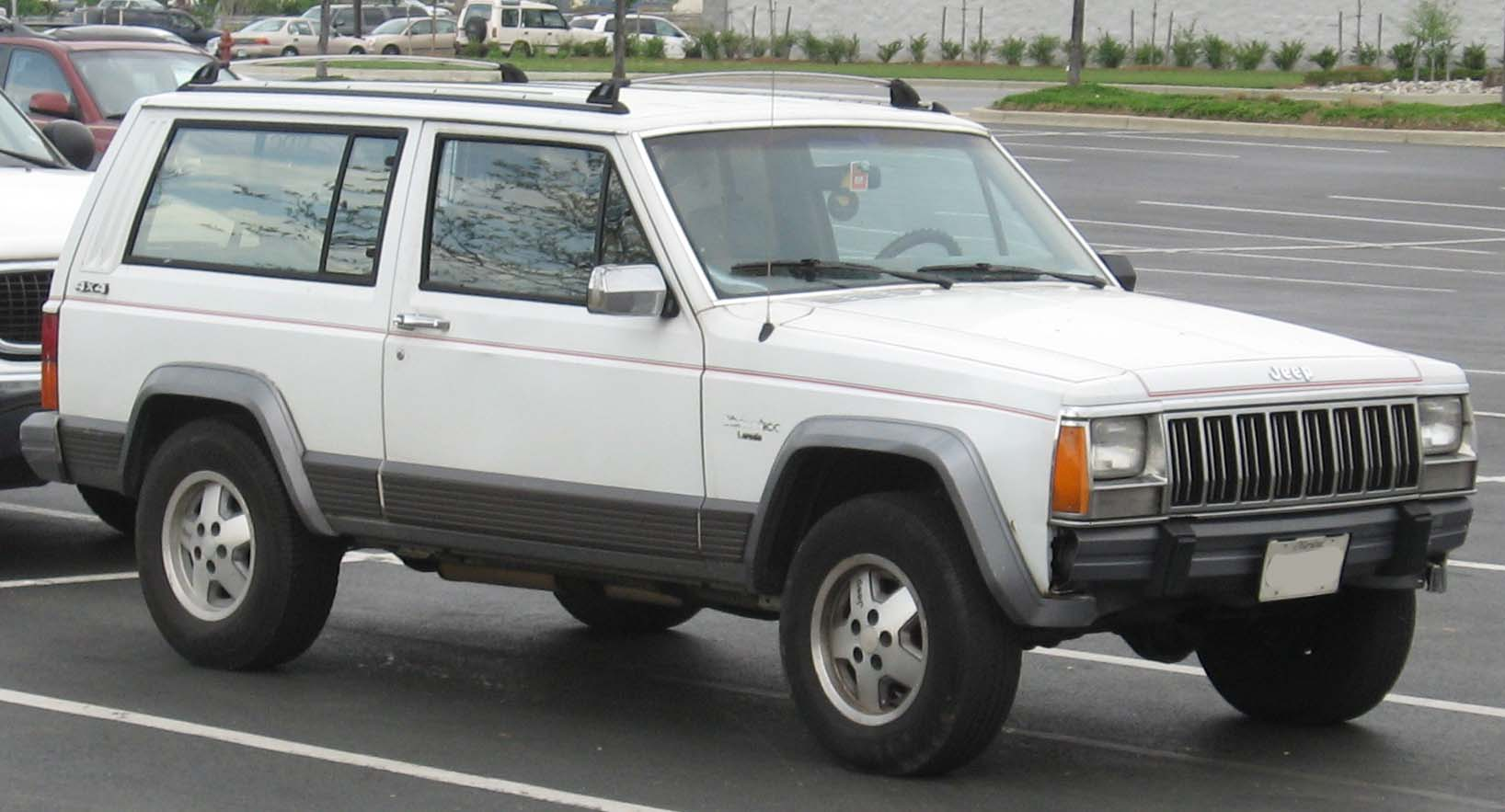
Jeep Cherokee 2 puertas de 1984-96.

En 1986, American Motors Corporation presentó el motor XJ de 242 pulgadas cúbicas (4 litros), el cual fue desarrollado en solamente 26 meses. Para su desarrollo, fueron instalados elementos que ya habían sido utilizados en otros motores de similares características, aunque presentaba novedades como una mayor resistencia, cámara de combustión mejorada, configuración de conductos y perfil de leva. El peso total del nuevo motor era de 483 libras (219 kg), una libra más que su similar AMC 258, a pesar de sus componentes y piezas más pesados. Por ejemplo, la cubierta de válvulas de aluminio fundido presentaba 15 pernos de sujeción, la mayor cantidad registrada en la historia de la industria, lo que permitió lograr un sellado positivamente mejor.
Se presentó en 1986 para ser instalado en los modelos 1987, siendo una evolución más de los motores AMC 258 de seis cilindros en línea. Tenía un diámetro de 3,875 pulgadas (98,4 mm) y una carrera de 3,414 pulgadas (86,7 mm), lo que le daba un desplazamiento total de 241,6 pulgadas cúbicas (4 L). La longitud de la biela era de 6,125 pulgadas (155,6 mm), similar al cancelado AMC 199 que fue eliminado de producción en 1970.
El XJ 4.0 es uno de los motores más conocidos de AMC. Fue uno de los cuatro motores AMC que se mantuvieron en producción cuando Chrysler compró la AMC en 1987. Los ingenieros de Chrysler continuaron refinándolo para reducir el ruido, la vibración y la aspereza. Siendo el último de seis cilindros de la línea de producción de AMC, el 4.0 es considerado como uno de los mejores motores todoterreno producidos por la Chrysler. Una prueba a largo plazo de un Cherokee XJ de 1997 realizada por Motor Trend, señaló: "este motor OHV de larga vida tiene una reputación de llevar a las personas a donde necesitan ir…", así como también "mucho amor expresado por los propietarios por el par y la potencia de 190 caballos de fuerza de su motor…". Es conocido por su longevidad y a veces puede recorrer más de 300 000 millas (482 800 km) sin reacondicionar. Además, el amortiguador de vibraciones o equilibrador armónico, generalmente se agota después de 300 000 millas (482 800 km) donde es común que el aislamiento de goma se deteriore, justificando un servicio de reemplazo.
Al momento de su introducción, los ingenieros de AMC prescindieron del uso de la válvula de retención del filtro de aceite, tanto para el 4.0 como para los 2.5 y 4.2 fabricados en septiembre de 1986, estandarizando el sistema de filtros para todos sus motores. Los motores anteriores a 1987 tenían un adaptador de filtro de aceite con roscas de 3/4 y 13/16 de pulgada (1,9 y 2,1 cm), que usaban un filtro de aceite de General Motors común a los motores V8 de Buick, Oldsmobile, Pontiac y Cadillac; mientras que los motores de 1987 a 2006 originalmente se equiparon con un filtro de rosca métrica de 20 mm (0,8 pulgadas), más tarde reemplazado en 1991 por el filtro de aceite común para Mopar y Ford V8 con rosca de 3/4 de pulgada (1,9 cm). Este adaptador fue rediseñado para propiciar la colocación del filtro de aceite a 90 grados con relación al motor de arranque. Esto también facilitaba la implementación de un filtro de origen Ford en lugar del filtro corto de AMC, permitiendo un incremento en la capacidad de lubricación.
Los primeros motores 4.0 de 1987, presentaron un sistema de alimentación "Renix", surgido a partir de un desarrollo conjunto entre Renault y Bendix y considerado bastante avanzado para su tiempo. Un sensor de detonación permitía a la unidad de control de motor (ECU según sus siglas en inglés), controlar el avance de la chispa en respuesta al octanaje de combustible y la carga del motor. Desafortunadamente, existen pocas herramientas de escaneo capaces de interactuar con este sistema para extraer códigos de diagnóstico. Los sistemas RENIX tampoco tenían memoria permanente para tales códigos, lo que dificultaba obtener los diagnósticos de problemas intermitentes.
Los Renix 4.0 de 1987, desarrollaban 173 HP (175 CV; 129 kW) de potencia y 220 lb·pie (298 N·m) de par máximo. En 1988, el AMC XJ fue equipado con inyectores de combustible de mayor flujo, lo que le permitió aumentar su potencia a 177 HP (179 CV; 132 kW) y 224 lb·pie (304 N·m), lo que también significaban cifras más altas que motores como los Ford V8 302, Chevrolet 305 y Chrysler 318; y todavía más que cualquiera de los motores japoneses de seis cilindros, pero con una economía de combustible comparable y superior.

## Especificaciones
| Mercado        | Años de producción | Potencia máxima                    | Par máximo                      | Modelos                                                  | Normativa europea sobre emisiones |
| -------------- | ------------------ | ---------------------------------- | ------------------------------- | -------------------------------------------------------- | --------------------------------- |
| Estados Unidos | 1987–1990          | 170 HP (172 CV; 127 kW) @ 4500 rpm | 224 lb·pie (304 N·m) @ 2500 rpm | Jeep Wagoneer                                            | n/a                               |
| Estados Unidos | 1987-1991          | 177 HP (179 CV; 132 kW) @ 4500 rpm | 220 lb·pie (298 N·m) @ 2500 rpm | Jeep Cherokee XJ                                         | n/a                               |
| Estados Unidos | 1991-1995          | 190 HP (193 CV; 142 kW) @ 4750 rpm | 225 lb·pie (305 N·m) @ 3950 rpm | Jeep Cherokee XJ Jeep Grand Cherokee ZJ Jeep Wrangler YJ | n/a                               |
| Estados Unidos | 1996-1999          | 185 HP (188 CV; 138 kW) @ 4600 rpm | 220 lb·pie (298 N·m) @ 2400 rpm | Jeep Grand Cherokee ZJ Jeep Wrangler TJ                  | n/a                               |
| Estados Unidos | 1999-2004          | 195 HP (198 CV; 145 kW) @ 4600 rpm | 230 lb·pie (312 N·m) @ 3000 rpm | Jeep Cherokee XJ Jeep Grand Cherokee WJ                  | n/a                               |
| Estados Unidos | 1987–1992          | 190 HP (193 CV; 142 kW) @ 4750 rpm | 225 lb·pie (305 N·m) @ 2400 rpm | Jeep Comanche                                            | n/a                               |
| Europa         | 1987-1991          | 171 HP (173 CV; 128 kW) @ 4550 rpm | 217 lb·pie (294 N·m) @ 2800 rpm | Jeep Cherokee XJ                                         | Euro 0                            |
| Europa         | 1991-1993          | 182 HP (185 CV; 136 kW) @ 4750 rpm | 218 lb·pie (296 N·m) @ 4000 rpm | Jeep Cherokee XJ                                         | Euro 1                            |
| Europa         | 1993-1995          | 181 HP (184 CV; 135 kW) @ 4700 rpm | 214 lb·pie (290 N·m) @ 3950 rpm | Jeep Cherokee XJ Jeep Grand Cherokee ZJ Jeep Wrangler YJ | Euro 1                            |
| Europa         | 1996-2004          | 174 HP (176 CV; 130 kW) @ 4600 rpm | 222 lb·pie (301 N·m) @ 2400 rpm | Jeep Cherokee XJ Jeep Grand Cherokee ZJ Jeep Wrangler TJ | Euro 2, Euro 3                    |
| Europa         | 1999-2004          | 188 HP (191 CV; 140 kW) @ 5000 rpm | 218 lb·pie (296 N·m) @ 3050 rpm | Jeep Grand Cherokee WJ                                   | Euro 2, Euro 3                    |
| Europa         | 2004-2006          | 174 HP (176 CV; 130 kW) @ 4600 rpm | 225 lb·pie (305 N·m) @ 2700 rpm | Jeep Wrangler TJ                                         | Euro 4                            |